# Mynes sestia
Mynes sestia är en fjärilsart som beskrevs av Hans Fruhstorfer 1909. Mynes sestia ingår i släktet Mynes och familjen praktfjärilar. Inga underarter finns listade i Catalogue of Life.